# موتور بوزة سليماني (أرزوئية)
موتور بوزة سلیماني (بالإنجليزية: Mowtowr-e Puzeh Soleymani)‏ هي منطقة سكنية تقع في إيران في كرمان. يقدر عدد سكانها بـ 205 نسمة .